# Mikroplastik

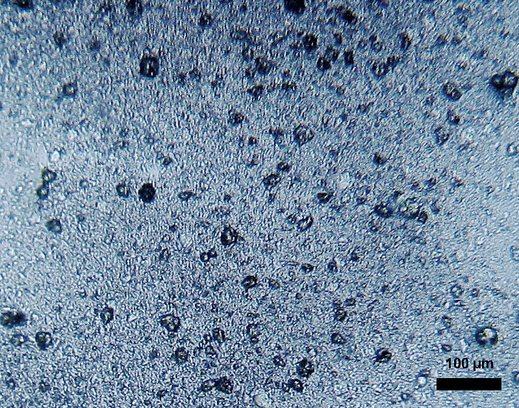
10–30 Mikrometer kleine Kunststoffkügelchen aus Polyethylen in einer Zahnpasta

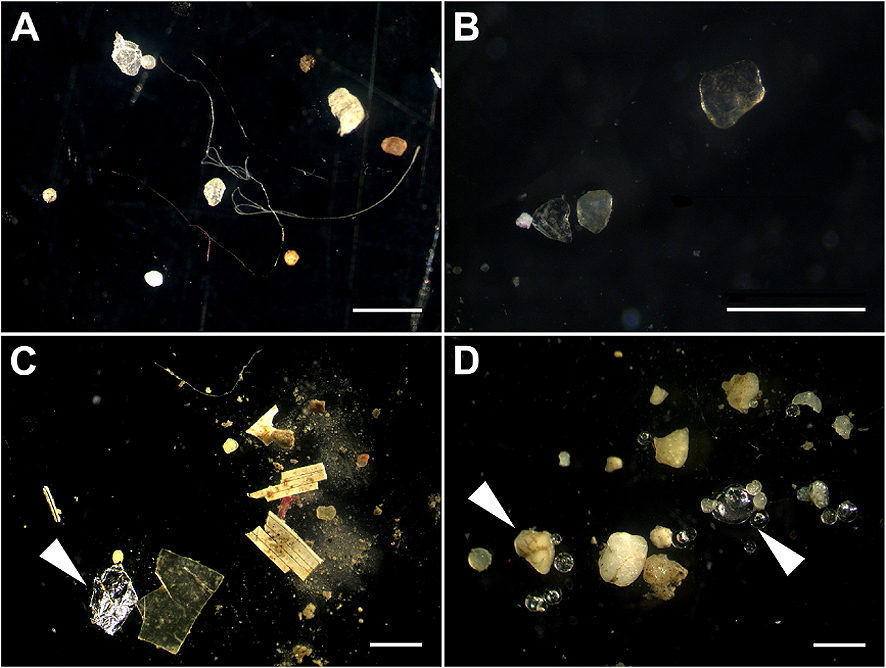
Mikroplastik und andere Müllpartikel aus Sedimenten mitteleuropäischer Flüsse

Als Mikroplastik werden nach einer Definition der National Oceanic and Atmospheric Administration von 2008 kleine Kunststoffteilchen mit einem Durchmesser unter 5 mm (5000 Mikrometer) bezeichnet; auch das deutsche Umweltbundesamt beruft sich auf diese Definition in Anlehnung an die technische aus den Kriterien des EU-Ecolabel für Wasch- und Reinigungsmittel.
Noch kleinere Kunststoffpartikel in der Größe von 1 bis zu maximal 1000 nm (1 Mikrometer) werden als Nanoplastik bezeichnet.
Dabei kann unterschieden werden zwischen den zu Gebrauchszwecken produzierten Mikroplastikpartikeln, z. B. in Kosmetika, Zahnpasta oder Babywindeln, und solchen, die durch den Zerfall von Kunststoffprodukten entstehen (Plastikmüll). Allerdings verursachen Kunststoffpartikel beiderlei Herkunft Probleme in der Umwelt, insbesondere, weil sie schwer abbaubar sind und eine ähnliche Dichte wie Wasser aufweisen: Im Januar 2015 z. B. warnte das deutsche Umweltbundesamt vor „Risiken für Umwelt und Gewässer durch die Verwendung von Plastikpartikeln in Hautcremes, Peelings, Duschgels und Shampoos“; Aufgrund mangelnder Datenlage kann eine solide und valide Einschätzung der gesundheitlichen Risiken für Menschen bislang nicht getroffen werden,:S. 31 auch wenn sich die Risiken für kleinere Organismen verdichtet haben (→ Bedeutung für die Umwelt).
Nach einer Untersuchung des Fraunhofer-Instituts für Umwelt-, Sicherheits- und Energietechnik von 2018 werden in Deutschland jährlich insgesamt rund 446.000 Tonnen Kunststoff in die Umwelt freigesetzt; dabei machen mit etwa 330.000 t die Plastikpartikel unter 5 mm rund das Dreifache der übrigen Plastikteile (über 5 mm, Makroplastik) aus. Den größten Anteil Mikroplastik an Land, rund ein Drittel, liefert dabei der Abrieb von Autoreifen. In den Meeren wird der größte Anteil von Mikroplastik durch die Fischerei verursacht, etwa durch zurückbleibende und abgeworfene Schleppnetze und Reusen. Eine Studie aus dem Jahr 2023 belegte erstmals Spuren von Mikroplastik auch in menschlichen Herzen.

## Entstehung, Herkunft, Verwendung

### Hergestelltes und durch Abrieb in der Technosphäre entstehendes Mikroplastik
- Diagrammdaten:
- Definition |
- Rohdaten |
- Hilfe

Nach einer Studie der IUCN von 2017 werden nur zwei Prozent des als solches in die Ozeane eingetragenen Mikroplastiks durch Aktivitäten auf See verursacht, der überwiegende Teil (98 %) durch Aktivitäten an Land. Der größte Teil dieser Partikel stammt aus dem Waschen von synthetischen Textilien (35 %) und aus dem Abrieb von Reifen von Kraftfahrzeugen (28 %). Weiterhin folgen Feinstaub aus Städten (24 %), Abtrag von Straßenmarkierungen (7 %), Reste aus Schiffsbeschichtungen (3,7 %), Rückstände aus Kosmetikprodukten (2 %) sowie Plastikpellets (0,3 %). Im Fall von Straßenmarkierungen ergab eine kürzlich durchgeführte Studie, dass Markierungen durch eine Schicht aus Glasperlen geschützt sind und ihr Anteil nur 0,1 bis 4,3 g/Person/Jahr ausmacht, was bedeuten würde, dass ihr Beitrag nur etwa 0,7 % beträgt. In die Meere gelangen diese Kunststoffe hauptsächlich über Straßenabflüsse (66 %), Abwasserbehandlungssysteme (25 %) und durch Windübertragung (7 %). Die Hauptquelle für Mikroplastik in Flüssen und Seen sind Reifenabriebe. Die Reifenhersteller gehen nach eigenen Studien davon aus, dass Reifenabriebspartikel keine signifikanten toxischen Wirkungen auf die Umwelt haben. Anderen Studien zufolge ist der Reifenabrieb Quelle für Gummi, Ruß und Oxide von Schwermetallen wie Zink, Blei, Chrom, Kupfer und Nickel. Nach einer Abschätzung der Empa stammen in der Schweiz 93 Prozent des in die Umwelt freigesetzten Mikroplastiks aus dem Reifenverschleiß.
Laut niedersächsischer Landesregierung sind die drei größten Quellen für den Eintrag von Mikroplastik in die Umwelt der Gummiabrieb von Reifen, gefolgt von Verlusten bei Produktion und Transport sowie an dritter Stelle Überreste von Kunstrasenplätzen. Die Landesregierung stützt sich dabei auf Werte des Fraunhofer-Instituts für Umwelttechnik. Im Kunstrasen eines Fußballplatzes können 40 bis 100 Tonnen an Einstreumaterial eingearbeitet sein. Am gängigsten ist dabei ein Produkt in Form kleiner Kügelchen auf der Basis von Altreifen. Nach in Schweden und Norwegen vorgenommenen Untersuchungen werden jährlich fünf bis zehn Prozent des Füllmaterials herausgelöst und müssen wieder ersetzt werden. Allein in Schweden sind das bis zu 4.000 Tonnen jedes Jahr, die im Meer landen. Der dortige Anteil infolge Autoverkehrs – vorwiegend durch Reifenabrieb – wird auf 13.500 Tonnen geschätzt. Demgegenüber steht Mikroplastik aus Hygiene- und Kosmetikartikeln mit jährlich 66 Tonnen. In Norwegen werden Kunstrasenanlagen mittlerweile als zweitgrößter landbasierter Mikroplastik-Verursacher eingeordnet – hinter Autoreifen aus Kunststoff. Rund 1600 entsprechende Sporteinrichtungen gibt es dort, die bis zu 3.000 Tonnen Mikroplastik pro Jahr abgeben, letztlich ins Meer. Einer Veröffentlichung der norwegischen Umweltbehörde aus dem Jahr 2014 zufolge stammen 54 Prozent des Mikroplastiks in den Meeren vom Abrieb von Autoreifen.
Bereits 2011 berichtete das Fachjournal Environmental Science & Technology von einer Untersuchung an Stränden, bei der auf allen Kontinenten Mikroplastik gefunden wurde; darunter wohl auch Fasern von Kleidungsstücken aus synthetischen Materialien (z. B. Fleece): Im Abwasser von Waschmaschinen finden sich bis zu 1900 Faserteilchen pro Waschgang. Eine Untersuchung des österreichischen Umweltbundesamts von Polyesterblusen ergab, hochgerechnet auf die österreichischen Haushalte, dass dort durch die Kleidung rund 126 Tonnen Mikroplastik ins Abwasser gelangt. Weltweit sind es schätzungsweise rund eine halbe Million Tonnen. 2020 zeigte sich in einer Untersuchung, dass beim Trocknen von Textilien in Wäschetrocknern Mikroplastik über die Abluft in die Umwelt abgegeben wird. Mikroplastik von Kunstfaserkleidern gelangt nicht nur beim Waschen selbst, sondern hauptsächlich beim Tragen (etwa 3 mal mehr als beim Waschen) in die Umwelt. Die künstlichen Fasern von Outdoor-Bekleidung lassen sich in erheblichen Mengen in der Natur nachweisen und sind in manchen Gebieten, wie im Eis des Forni-Gletschers, als Hauptursache der Verschmutzung bekannt. Mikroplastik kann auch ein Bestandteil von Waschmitteln sein. In fester Form wurde es u. a. bei Waschmitteln von Ariel, Lenor, Sunil nachgewiesen.
Mikro-Kunststoffpartikel sind auch Bestandteil z. B. von Zahnpasta, Duschgel, Lippenstift oder einem Peelingmittel. Die Hersteller fügen sie Produkten hinzu, damit die Anwender einen mechanischen Reinigungseffekt erzielen.
Manche Produkte enthalten bis zu zehn Prozent Mikroplastik. Nach Angaben des deutschen Umweltbundesamts von 2015 werden Kosmetika in Deutschland circa 500 Tonnen Mikroplastik pro Jahr zugesetzt. Colgate-Palmolive gab Mitte 2014 an, seine Zahnpasten enthielten keine Plastikpartikel mehr. Unilever, L’Oréal (die Marke The Body Shop) sowie Johnson & Johnson wollten bis 2015 aus der Verwendung von Mikroplastik aussteigen, Procter & Gamble wollte 2017 folgen. Eine BUND-Veröffentlichung vom Juli 2017 listete immer noch mehrere hundert Mikroplastik-Kosmetikprodukte auf dem deutschen Markt auf, darunter nach wie vor Produkte der oben genannten Firmen.
- Diagrammdaten:
- Definition |
- Rohdaten |
- Hilfe

In einer Untersuchung der Umweltagentur des dänischen Ministeriums für Umwelt und Ernährung zu Vorkommen, Auswirkungen und Quellen von Mikroplastik wurde 2015 überschlagen, dass dort die jährlichen Emissionen von Mikroplastik circa 5.500 bis 13.900 Tonnen betragen. Rund ein Zehntel davon stellen Partikel der Primärproduktion, 460 bis 1700 Tonnen. Die restlichen neun Zehntel, 5.000 bis 12.200 Tonnen, sind erst durch Abrieb oder Gebrauch entstandene Plastikmüll-Partikel unter 5 mm (insbesondere von Reifen, 4400–6600 t, und Textilien, 200–1000 t). Allerdings ist in dieser Aufstellung noch nicht das durch Zerfall größerer Kunststoffteile aus Makroplastik in der Umwelt sekundär entstehende Mikroplastik enthalten.
Des Weiteren gibt es noch viele andere Ursachen, welche Mikroplastik in die Umwelt freigegeben. Zum Beispiel entsteht beim Abschleifen von Brillengläsern aus Kunststoff Mikroplastik, welches üblicherweise direkt mit dem Abwasser entsorgt wird.
Ein häufig in der Lebensmittelindustrie und Pharmazie eingesetzter Kunststoff ist Polyvinylpyrrolidon (PVP). Polymere davon mit geringem Molekulargewicht sind wasserlöslich, solche mit höherem Molekulargewicht nicht. Die oft behauptete Einlagerung von als Nahrungsbestandteil aufgenommenem PVP in den Körper („Einlagerungskrankheit“) und ein Zusammenhang von PVP mit Morgellons sind wissenschaftlich nicht erwiesen. Wiederholte Injektionen PVP-haltiger Arzneistoffe können jedoch „pseudotumoröse Fremdkörpergranulome“, eine Fremdkörperreaktion, hervorrufen.

### In der Umwelt aus Makroplastik gebildetes Mikroplastik

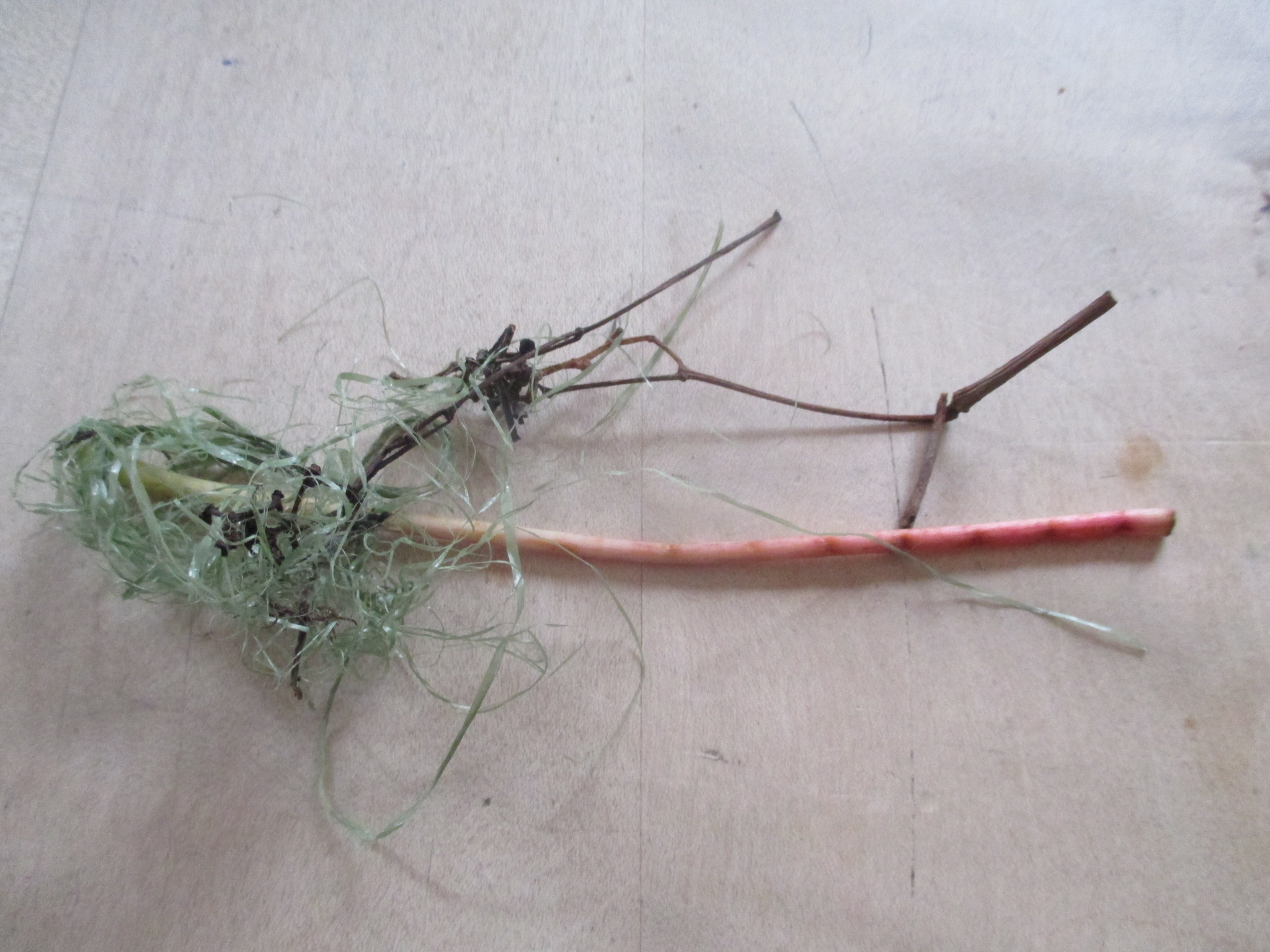
Auf dem Weg zu Mikroplastik: Zerfasertes Garten-/Blumenband
(Rest eines Vogelnests)

Neben dem als solches in die Umwelt eingetragenen oder eingeschwemmten Mikroplastik entstehen in der Umwelt durch den Zerfall von Makroplastik sogenannte sekundäre Mikroplastikpartikel. Dieses Mikroplastik wird z. B. infolge Versprödung und Zerlegung größerer Kunststoffteile, wie Verpackungen, Möbelresten, Bauteilen oder Geisternetzen im Treibgut, gebildet. Hier spielt neben der mechanischen Zerkleinerung, etwa durch Wellenbewegungen in der Brandungszone, die Zersetzung durch Einwirkung der UV-Strahlung von Sonnenlicht eine besondere Rolle (-> Degradation von Kunststoffen). Im Zuge des Zerfallsprozesses entstehen immer mehr und immer kleinere Plastikpartikel, aus Makro- bzw. Mesoplastik wird so sekundäres Mikroplastik. Die Zersetzung dauert oft über hundert Jahre, womit die Partikel als persistent bezeichnet werden können.

### Situation in Deutschland
Nach einer vom Fraunhofer-Institut 2018 erstellten Studie macht in Deutschland die Emission von Mikroplastik etwa drei Viertel des gesamten Plastikeintrags in die Umwelt aus und beträgt etwa 330.000 Tonnen pro Jahr. Dies entspricht pro Person rund 4 Kilogramm, was im weltweiten Vergleich extrem hoch ist. Der weitaus größte Teil entsteht durch den Reifenverschleiß im Straßenverkehr, über 1200 Gramm pro Person und Jahr, ganz überwiegend von PKW. Nicht unwesentliche Emissionen entstehen auch mit 303 Gramm durch Freisetzung bei der Abfallentsorgung, mit 228 Gramm durch Abrieb von Bitumen im Asphalt, mit 182 Gramm durch Pelletverluste und mit 131,8 Gramm durch Verwehungen von Sport- und Spielplätzen, insbesondere von Kunstrasenplätzen (101,5 Gramm). Die Freisetzung auf Baustellen wird mit 117 Gramm, der Abrieb von Schuhsohlen mit 109 Gramm und der Faserabrieb bei der Textilwäsche mit 77 Gramm in Anschlag gebracht.
Eine ebenso vom Fraunhofer-Institut 2018 erstellte Studie (im Auftrag des Naturschutzbunds Deutschland) zu Mikroplastik und synthetischen Polymeren in Kosmetikprodukten sowie Wasch-, Putz- und Reinigungsmitteln schätzt allein deren Emission in Deutschland auf etwa 977 Tonnen jährlich an Mikroplastik (sowie 46.900 Tonnen an gelösten Polymeren im Abwasser).

## Verbreitung
Mikroplastik ist praktisch in allen Bereichen der Umwelt nachweisbar: Die Allgegenwart menschengemachter Stoffe ist ein Anlass dafür, das derzeitige Erdzeitalter Anthropozän zu nennen.

### Arktis
Mikroplastik kann via Atmosphäre in die Arktis und andere abgelegene Regionen transportiert werden. Die höchsten Konzentrationen von Mikroplastik wurden bei entsprechenden Untersuchungen des Alfred-Wegener-Instituts Bremerhaven (AWI) 2014/15 in der Zentral-Arktis gefunden, wo ein Eintrag z. B. durch Flüsse auszuschließen ist: In einem Liter Meereis fanden sich hier bis über 12.000 Partikel. In arktischem Meerwasser wurden durchschnittlich 40 Partikel pro Kubikmeter gefunden, was in etwa den Konzentrationen in europäischen Flüssen entspricht.

### Böden, Sedimente etc.

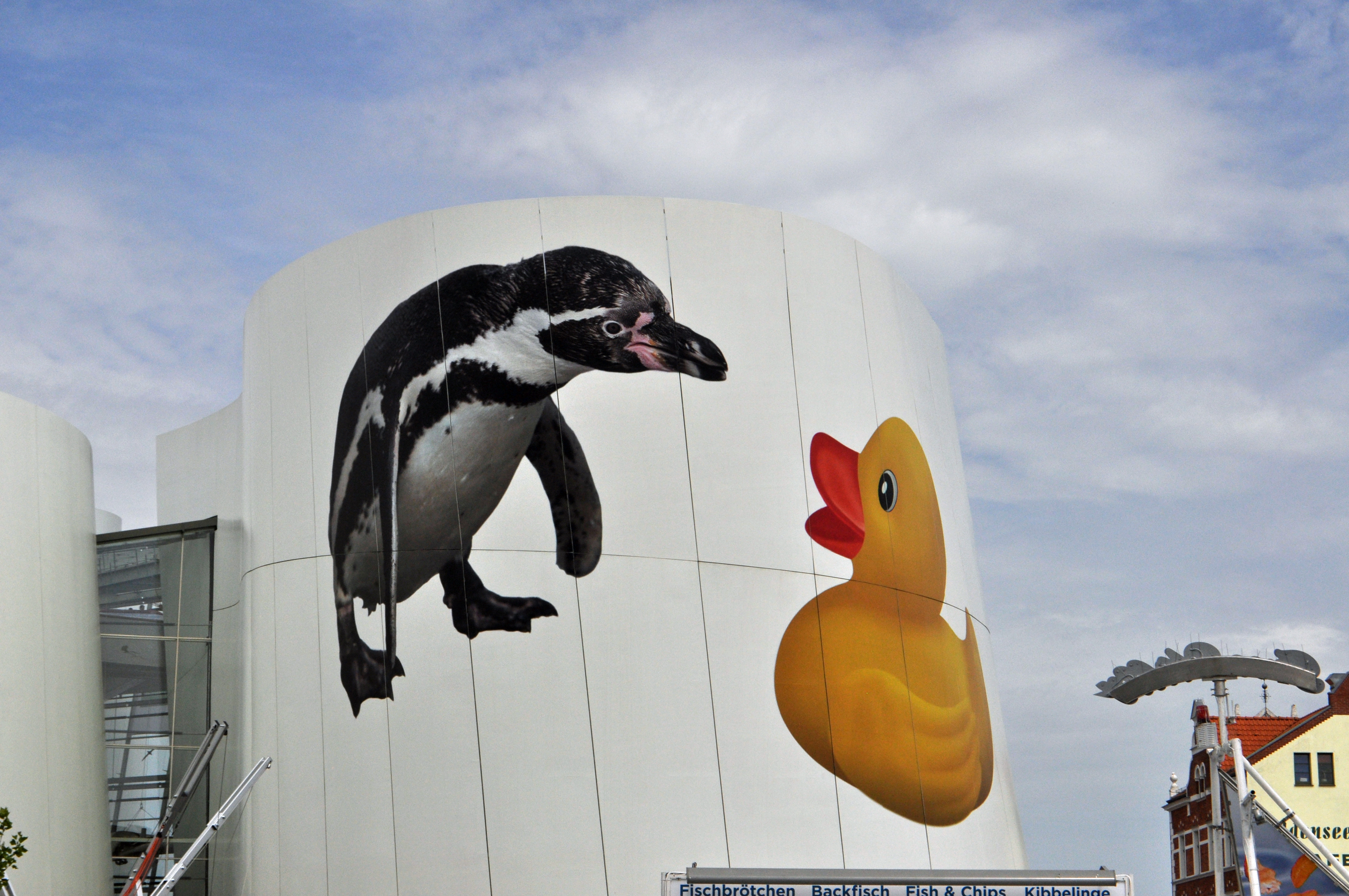
Bemalung am Ozeaneum Stralsund, um auf die Vermüllung der Weltmeere aufmerksam zu machen

Der größte Teil der Mikroplastikemissionen landet im Boden. Bislang wurden in Böden und Sedimenten („terrestrische Systeme“) nur punktuelle Untersuchungen vorgenommen, sodass über entsprechende Vorkommen und Wirkungen wenig bekannt ist. Es zeichnet sich jedoch bereits eine Omnipräsenz in sämtlichen Kulturböden der Erde ab. Laut der Eidgenössischen Materialprüfungs- und Forschungsanstalt, landete 2018 in der Schweiz 78 Prozent des Reifenverschleißes im Boden.
Wissenschaftler der Universität Bern haben in Naturschutzgebieten bei 90 Prozent der beprobten Auenböden Mikroplastik gefunden. Hochrechnungen gehen davon aus, dass allein die Menge Mikroplastik, welche mit Klärschlämmen jährlich in den Boden gelangt, größer ist als diejenige, welche in den Weltmeeren landet. Die Forscher schätzen, dass in den obersten fünf Zentimeter der Auen rund 53 Tonnen Mikroplastik liegen. Selbst viele Böden entlegener Berggebiete sind mit Mikrokunststoff kontaminiert, was einen äolischen Transport nahe legt. Neue Studien deuten darauf hin, dass Mikroplastik im Boden Regenwürmer töten und damit die Bodenfruchtbarkeit beeinträchtigen kann. Eine britisch-niederländische Arbeit geht bei Böden vom 4- bis 23fachen des in Salzwasser vermuteten Mikroplastik-Gehalts aus. Neben dem Eintrag über Klärschlamm stellen auch Mulchfolien eine bedeutende Ursache für die Bodenkontamination mit Mikroplastik dar.
Wissenschaftler der Universität Bayreuth schätzen, dass ein untersuchter Acker in Mittelfranken zwischen 158.100 und 292.400 Mikroplastikpartikel pro Hektar (entspricht 16–29 Partikel pro Quadratmeter) enthält. Bei der Schätzung wurden Plastikpartikel in der Größe von einem bis fünf Millimeter einbezogen. Werden auch kleinere Teile berücksichtigt, kann der Wert auf über 100.000 Partikel pro Kilogramm Erde ansteigen.
Die meisten Bioabfälle aus privaten Haushalten und Kommunen sind mit verschiedenen Kunststoffen verunreinigt. Siebverfahren und Sichtung können diese Verunreinigungen deutlich reduzieren, aber nie vollständig entfernen. Selbst Fruchtschalen werden zum Teil mit Polyethylenwachs behandelt. Wissenschaftler der Universität Bayreuth fanden in einem Kilo Kompost bis zu 895 Mikroplastikteilchen. Darüber hinaus erlauben die meisten Länder eine gewisse Menge an Fremdstoffen, wie z. B. Kunststoffe in Düngemitteln; so erlauben Deutschland und die Schweiz, die eine der weltweit strengsten Vorschriften zur Düngemittelqualität haben, bis zu 0,1 Gewichtsprozent Kunststoffe. In dieser Verordnung werden Partikel kleiner als 2 mm nicht einmal berücksichtigt. Dies führt in der Regel dazu, dass aus dem Lebensmitteleinzelhandel stammende Abfälle, samt Verpackung von den Biogasanlagen abgenommen werden. So können auch organische Düngemittel, wie die Gärreste aus den Biogasanlagen, auch eine bedeutende Quelle für Mikroplastik sein. Auch Bodenverbesserer, Pflanzenschutzmittel, Saatgut und Hilfsmittel wie Bewässerungssysteme tragen zur Bodenkontamination bei.

### Ozeane
Jedes Jahr gelangen weltweit über drei Millionen Tonnen Mikroplastik-Partikel ins Meer. Sie stammen hauptsächlich aus synthetischen Textilien und dem Abrieb von Autoreifen und wurden bereits im Benthal des Marianengrabens entdeckt – der tiefsten Stelle im Weltmeer. 2016 wurden im Kurilengraben 14 bis 209 Mikroplastikpartikel pro Kilogramm Trockensediment nachgewiesen. Bei 46 Stichproben aus der Wassersäule des Epi- und Mesopelagials der Monterey Bay 2017 in unterschiedlicher Tiefe zwischen 5 und 1000 Metern wurden die vier höchsten Konzentrationen an Mikroplastik – mit über 10 Partikeln pro Kubikmeter – bei 200 m und 600 m Tiefe gefunden.
Anfang 2016 wurden nach über sechs Monate dauernden Messungen an 18 Stellen für das Meer vor New York 165 Mio. Plastikteile hochgerechnet (bzw. mehr als 250.000/km²) – zu 85 % mit einer Größe von unter 5 mm. Rund um Großbritannien wurden mittels feinmaschiger Netze durchschnittlich 12.000 bis maximal 150.000 Mikroplastik-Partikel pro Quadratkilometer gefunden; im Mittelmeer kommt Schätzungen zufolge auf zwei Plankton-Lebewesen ein Teil Mikroplastik bzw. es wurden bis zu 300.000 Teilchen pro Quadratkilometer gefunden. 2018 waren es bereits 1,25 Millionen Fragmente pro Quadratkilometer. Würden feinmaschigere Netze verwendet, könnte sich die gefundene Menge noch vervielfachen. Üblicherweise wurde bisher nur mit einer Maschenweite von 333 μm gemessen.
2013 bestand der Sandstrand mancher Meeresbuchten zu drei Prozent aus Mikroplastik; man vermutet eine weitere Zunahme dieser Quote. Im Lebensraum der Wattwürmer an der Nordsee macht der Kunststoff PVC mehr als ein Viertel der Mikroplastikpartikel aus. PVC wurde vor allem entlang von Schifffahrtsrouten gefunden, wo der Kunststoff einen Anteil von etwa zwei Dritteln am gesamten Mikroplastik einnimmt. PVC stammt vermutlich von Schiffsanstrichen – z. B. Bootslack. In einer 2018 veröffentlichten Studie, mit Eisproben von 2014 und 2015, wurden zwischen 33 und 75.143 Mikroplastik-Teilchen pro Liter Meereis gefunden. Zudem wurde in den Meeressedimenten des Tyrrhenischen Meeres bis zu 182 Fasern und 9 Fragmente pro 50 Gramm getrockneten Sediments nachgewiesen, was 1,9 Millionen Stück pro Quadratmeter entspricht. Dabei wurden nur Partikel von maximal einem Millimeter Länge berücksichtigt.

### Süßwasser

#### Europa

##### Rhein
2015 untersuchte die Universität Basel den Rhein als Meereszufluss auf Kontamination durch Plastikpartikel. An der Flussoberfläche wurden an elf Standorten 31 Proben genommen. Die gemessenen Konzentrationen lagen mit durchschnittlich fast 900.000 Partikeln pro Quadratkilometer bei den höchsten bisher weltweit: am Rheinknie bei Basel noch unter der im Genfersee (220.000 Partikel/km², „zwischen Basel und Mainz 202.900 Partikel/km²“), im Bereich Rhein-Ruhr jedoch zehnfach höher, bei im Mittel 2,3 Mio. Partikel/km². Die Spitze lag mit 3,9 Mio. Partikeln/km² 15 Kilometer vor der niederländischen Grenze bei Rees. Hochgerechnet ergebe die Plastikfracht an der Wasseroberfläche des Rheins in den Atlantik 191 Mio. Partikel pro Tag, circa zehn Tonnen pro Jahr. Als auffällig wurde bezeichnet, dass neben Faser- und Fragmentteilchen vor allem Plastikkügelchen gefunden wurden, was auf einen industriellen Einleiter unbekannter Herkunft hinweise. Pro Jahr trägt der Rhein mit schätzungsweise 473 Tonnen Mikroplastik zu dem Plastikmüll in den Ozeanen bei.

##### Deutschland
Die Bundesländer Baden-Württemberg, Bayern, Hessen, Nordrhein-Westfalen und Rheinland-Pfalz haben oberflächennahe Wasserproben an 25 Flüssen im Einzugsgebiet von Rhein und Donau auf Mikroplastik analysieren lassen und in jedem einzelnen Gewässer unterschiedliche Konzentrationen von Mikroplastik nachgewiesen. Insgesamt 52 Proben wurden vom Projektpartner, dem Lehrstuhl für Tierökologie an der Universität Bayreuth, mit Hilfe der FTIR-Spektroskopie untersucht. Dabei konnte Mikroplastik an allen untersuchten Messstellen festgestellt werden – auch in einem quellnahen und nicht abwasserführenden Oberlauf. Insgesamt wurden mehr als 19.000 Objekte analytisch untersucht, wovon 4.335 Objekte (22,82 %) eindeutig als Kunststoffteilchen identifiziert werden konnten. Die Konzentration von Mikroplastik in der Isar steigt im Gewässerverlauf deutlich an. Die Plastikkonzentration ist von 8,3 Partikel/m³ bei Baierbrunn auf 87,9 Partikel/m³ bei Moosburg angestiegen. Auch im Altmühlsee, Ammersee, Chiemsee und Starnberger See konnte Mikroplastik bereits nachgewiesen werden. Forscher, u. a. vom Helmholtz-Zentrum Geesthacht – Zentrum für Material- und Küstenforschung, fanden in der Elbe bei Cuxhaven rund 200 bis 2.100 Mikroplastikpartikel pro Kubikmeter Wasser. Pro Jahr trägt die Elbe mit schätzungsweise 77 Tonnen Mikroplastik zu dem Plastikmüll in den Ozeanen bei.

##### Italien
Im Oktober 2013 veröffentlichten Wissenschaftler der Universität Bayreuth und der Technischen Universität München Analysen zum Gardasee (Oberitalien); auch dort wurden in Würmern, Schnecken, Muscheln, Wasserflöhen und Muschelkrebsen „eine überraschend hohe Zahl“ kleiner Kunststoffteilchen gefunden.

##### Großbritannien
Nach einer Untersuchung der Universität Manchester von zehn britischen Flüssen mit vierzig Messstellen sind diese stärker belastet als erwartet; Hochwässer könnten bis 70 % der Plastikfragmente aus den Flusssedimenten ins Meer schwemmen. Pro Jahr trägt der Severn mit schätzungsweise einer Tonnen Mikroplastik zu dem Plastikmüll in den Ozeanen bei.

##### Österreich
Forscher der Universität Wien untersuchten 2010 bis 2012 Uferbereiche der Donau zwischen Wien und Bratislava und fanden ihn deutlich stärker mit Plastik verschmutzt als bis dahin angenommen: sie fanden pro 1000 Kubikmeter Wasser durchschnittlich 317 Plastikteilchen, aber lediglich 275 Fischlarven. Fische könnten das Mikroplastik mit ihrer üblichen Nahrung wie Insektenlarven oder Fischeiern verwechseln. Hochgerechnet transportiert die Donau täglich wohl rund 4,2 Tonnen Plastikmüll ins Schwarze Meer.

##### Portugal
Die Belastung durch Mikroplastik im Duero ist bedenklich. In einer Studie wurden mehr MP-Partikel als Fischlarven gefunden.

##### Schweiz
Die grössten Emissionen von Mikroplastik in der Schweiz verursacht der Reifenabrieb aus dem Straßenverkehr, dieser war laut einer Untersuchung der Empa von 2019 für 93 % aller Emissionen von Mikroplastik/-gummi verantwortlich. 22 % des Gummiabriebs, welcher in der Umwelt landete, gelangte in Oberflächengewässer. Beim total von Menschen eingeatmeten Feinstaub liege der Anteil des Gummiabriebes hingegen in einem kleinen Bereich. Im Jahr 2024 ging der Bund davon aus, das mindestens 70 Prozent der zwischen 13'500 und 21'100 Tonnen in der Schweiz jährlich entstehenden Mikropartikel aus dem Reifenabrieb stammten. Weil das Problem durch schwere Autos verschärft wird, schlug das Bundesamt für Strassen unter anderem Anreizsysteme vor zum Erwerb leichterer und leistungsschwächerer Fahrzeuge.
Die Eidgenössische Technische Hochschule (ETH) Lausanne fand bei einer vom Schweizer Bundesamt für Umwelt (BAFU) beauftragten Untersuchung zwischen Juni und November 2013 in der überwiegenden Anzahl der in den sechs untersuchten Schweizer Seen (Boden-, Brienzer-, Genfer-, Neuenburger- und Zürichsee, Lago Maggiore) und der Rhone bei Chancy an der Grenze zu Frankreich genommenen Wasserproben Mikroplastik-Partikel: 60 % davon Kunststofffragmente. Die am häufigsten gefundenen Kunststoffe waren Polyethylen und -propylen. Weitere 10 % der Partikel waren aus expandiertem Polystyrol (Styropor). Für die Rhone wurde geschätzt, dass sie etwa 10 kg Mikroplastik täglich aus der Schweiz durch Frankreich ins Mittelmeer transportieren und damit zur dortigen Meeresverschmutzung beitragen könnte. In den genommenen Sandproben machten Schaumstoffe die Hälfte der Partikel aus: hier wurde eine Belastung von im Mittel circa 1000 Mikroplastikpartikel pro Quadratmeter gemessen. Darüber hinaus fand sich auch Celluloseacetat (Zigarettenfiltermaterial) in einer nennenswerten Menge. Bewusst erzeugtes Mikroplastik, etwa die in Kosmetika eingesetzten Polyethylenkügelchen, trug nur sehr wenig zur gemessenen Gesamtmenge Mikroplastik bei. Im Wasser des Genfersees wurden hohe Konzentrationen von Mikroplastik gefunden (außerdem in jeder Probe in Strandnähe Plastikteile, darunter Polystyrolkugeln, Reste von Plastikobjekten, Folien und Nylonschnüren).

#### Nordamerika
In den Großen Seen wurden zwischen 1500 und 1700 Partikel auf 2,5 km² (eine Quadratmeile) gezählt. 85 % waren weniger als fünf Millimeter groß.

### Grund- und Trinkwasser
Das allenfalls im Trinkwasser enthaltene Mikroplastik kann durch eine vorherige Wasseraufbereitung weitgehend reduziert werden. Im Grund- und Trinkwasser des Kantons Zürich wurde kein Mikroplastik ab der untersuchten Größe von 8 Mikrometer gefunden.
Bei einer Untersuchung mehrerer Proben deutschen Trinkwassers wurden Mengen gefunden, welche im Bereich der Blindwerte liegen. Diese hat man bei jeder Probe durch schon an den Laborapparaten und -materialien haftenden Plastikpartikeln.
Eine Studie berechnete, dass in Amerika 4.000 Partikel pro Jahr über das Leitungswasser aufgenommen werden könnten.
Nach heutigem Kenntnisstand hält die Weltgesundheitsorganisation (WHO) das Risiko für den Menschen, welches vom Mikroplastik im Trinkwasser ausgeht, für gering. Das meiste Mikroplastik werde vom Körper wieder ausgeschieden. Bei den Nanopartikeln könnte die Aufnahmemenge höher sein.

### Regenwasser und Luft
Das Mikroplastik in der Luft kann vom Regen ausgewaschen werden. An einem abgelegenen Ort in den Pyrenäen wurden mehr als 350 Mikroplastik-Partikel pro Tag und Quadratmeter in der Nass- und Trockenabscheidung gemessen. Noch effizienter als durch Regen wird Mikroplastik durch Schneefall aus der Luft ausgewaschen. Besonders viel Mikroplastik wurde in der Luft von London nachgewiesen.
Forschern zufolge reichert sich Mikroplastik in Spinnennetzen an, so dass diese als ein einfaches Mittel zur Überwachung der Luftverschmutzung durch Mikroplastik dienen können.

## Bedeutung für die Umwelt
Mikroplastik-Partikel benötigen teils hunderte Jahre bis zu ihrem vollständigen Zerfall bzw. ihrer Zersetzung, sodass sie als persistent bezeichnet werden. Forschende der Empa haben eine Risikobewertung durchgeführt und sehen derzeit (noch) keine Gefahr für die Wasserlebewesen in den bisher untersuchten europäischen Seen und Flüssen, da die Konzentration von Mikroplastik zu gering sei. In Asien, wo höhere Konzentrationen gemessen wurden, können ökologische Risiken nicht ganz ausgeschlossen werden.

### Anreicherung von Gift- und anderen Stoffen
Plastik kann Giftstoffe wie Weichmacher, Styrolverbindungen, Phthalate und andere Bestandteile enthalten. Einige davon gelten als potenziell krebserregend, giftig oder endokrin aktiv.
An der Oberfläche von Mikropartikeln lagern sich viele andere organische Stoffe an, darunter viele langlebige, kaum abbaubare Umweltgifte, z. B. Kohlenwasserstoffe, DDT oder Flammschutzmittel wie Tetrabrombisphenol A. Die Exposition von aquatischen Organismen gegenüber Schadstoffen wird durch aufgenommenes Mikroplastik nur wenig beeinflusst. Es gibt Hinweise, dass der Effekt der Präsenz von Mikroplastik je nach Schadstoff positiv oder negativ sein kann.
Die Hamburger Hochschule für Angewandte Wissenschaften Hamburg (HAW) hat 2015/16 in einer Untersuchung nachgewiesen, dass Mikroplastik drei- bis viermal so viel Giftstoffe enthält wie der Meeresboden in unmittelbarer Umgebung: Insbesondere an Mikropartikeln aus Polyethylen, dem meistverwendeten industriellen Kunststoff, lagerten sich vorzugsweise polycyclische aromatische Kohlenwasserstoffe an; es binde etwa doppelt so viele Schadstoffe wie Silikon.
Eine andere Studie zeigt, dass Pfiesteria piscicida auf Mikroplastik eine etwa fünfzig Mal so hohe Populationsdichte aufweist wie im umgebenden Wasser und etwa zwei bis drei Mal so hohe Dichte wie auf vergleichbarem im Wasser schwimmenden Treibholz.
Die andere Besiedlung auf den nicht-natürlichen Oberflächen kann in der Folge einen veränderten Sauerstoffgehalt des verschmutzten Wassers verursachen.
In Klärwerken hat sich die Bakteriengattung Sphingopyxis, die häufig Antibiotika-Resistenzen ausbildet, verstärkt auf Plastik angesiedelt. Mikroplastik-Partikel sind also möglicherweise Hotspots für die Weitergabe von solch potenziell gefährlichen Resistenzen.
Im Boden werden die Schadstoffe meistens bereits in den oberen Bodenschichten freigesetzt, was dessen Aufnahme durch Nutzpflanzen begünstigen kann.

### Globale Verbreitung
Im April und Mai 2015 wurden Fischproben aus einer Tiefe von 300 bis 600 Metern aus dem Nordwestatlantik, 1200 km westlich von Neufundland, gesammelt. Insgesamt wurden 233 Fischdarminhalte von sieben verschiedenen Arten mesopelagischer Fische untersucht. 73 % aller Fische enthielten Kunststoffe in ihrem Darminhalt, wobei das Borstenmaul Gonostoma denudatum die höchste Aufnahmequote (100 %) aufwies, gefolgt von Serrivomer beanii (Sägezahn-Schnepfenaal, 93 %) und Lampanyctus macdonaldi (Laternenfisch, 75 %).
Ein Forscherteam der Universität Kyōto stellte eine Studie vor, die sie von Oktober bis Dezember 2016 in sechs Küstengebieten Japans durchführte. Teil der Studie war es herauszufinden, wie hoch der prozentuale Anteil an Mikrokunststoffen in den Fischen rund um Japans Küsten ist. Unter den Kunststoffteilen mit einem Durchmesser von 0,1 mm oder länger wurden 16 verschiedene Arten von Kunststoffen gefunden. Darunter Polyethylen (PE) und Polypropylen (PP). Die höchste Konzentration an Kunststoffen wurde in Sardellen festgestellt. In rund 79,4 % der in der Bucht von Tokyo gefundenen Fische wies das Forscherteam Spuren von Mikrokunststoffen nach. Die Forscher begründen das mit der Nahrung der Sardellen. Diese ernähren sich von Plankton, wodurch auch kleinste Kunststoffteile einen einfachen Zugang zu den Tieren haben. Neue Forschungsergebnisse zeigen, dass Fische Mikroplastik eher versehentlich als absichtlich aufnehmen. Ein Teil davon wird – mit Schleim vermischt – wieder ausgespuckt.
Eine chinesische Erhebung fand Nanoplastik im Verdauungstrakt von 94 % der untersuchten Vögel.
Auf der Nordseeinsel Juist wurden in allen untersuchten Muscheln, Austern, Speiballen, im Kot von Seemöwen und Seehunden, in Kegelrobben und in Totproben von Schweinswalen Mikroplastikteile gefunden. Ebenso wurden in allen 50 untersuchten Meeressäugern, welche an den Küsten Großbritanniens gestrandet sind, Mikroplastik im Darminhalt nachgewiesen. Untersucht wurden dabei Delphin-, Robben- und Walstrandungen. Der meist gefundene Polymertyp war Nylon. Auch im Kot von Meeresschildkröten machen Fasern aus synthetischen Polymeren den weitaus größten Teil aus.
Untersuchungen deuten darauf hin, dass die Existenz von Mikroplastik in der Umwelt bereits ein jahrzehntealtes Phänomen ist und die Intensität der Verschmutzung in den letzten Jahren auch nicht zugenommen hat. So ist die Konzentration von Mikroplastik-Teilchen in Fischen und im Meerwasser (jeweils für die Ostsee untersucht) in den letzten 30 Jahren unverändert geblieben. Diese punktuellen langfristigen Untersuchungen des Magen-Darm-Trakts an Sprotten und Heringen, die zwischen 1987 und 2015 in der Ostsee gefangen und eingefroren wurden, deuten auf keine Zunahme der Mikroplastikpartikeln in der Größe von 0,1 bis 5 Millimeter hin.

### Menschliche Nahrungsmittel
Laut einer Studie der Universität Bayreuth enthielt ein Gramm Muschelfleisch zwischen 0,13 und 2,45 Mikroplastik-Partikel, in der Größe zwischen 0,003 und 5 Millimetern. Am stärksten belastet waren Muschelproben aus dem Nordatlantik und dem Südpazifik. Britische Wissenschaftler konnten nachweisen, dass während einer Mahlzeit durch in der Luft befindlichen Staub 15- bis 600-mal mehr Mikroplastik als durch den Verzehr mikroplastikhaltiger Muscheln aufgenommen wird: Die Faserexposition durch Staubabfall ist 13.731 bis 68.415 Partikel pro Kopf und Jahr, die Exposition durch Muscheln ist 123 bis 4.620 Partikel pro Kopf und Jahr. Die Syddansk Universitet hat im Auftrag von Greenpeace stichprobenartig Meeresfrüchte und Heringe aus der Nordsee, der Ostsee und dem nördlichen Atlantik, welche am 10. November 2019 auf dem Hamburger Fischmarkt gekauft wurden, auf Mikroplastik-Partikel untersuchen lassen. Insgesamt wurden 72 Individuen analysiert. Pro Individuum wurde bei den Miesmuscheln 2,8 bzw. 1,2, den Austern 3,8 und bei den Heringen 14 Mikroplastik-Partikel gefunden. Wobei die Partikel bei den Heringen nur im Verdauungstrakt und nicht im Muskelfleisch nachgewiesen wurden.
Wird die empfohlene Wasseraufnahme nur über abgefüllte Quellen gedeckt, werden jährlich zusätzliche 90.000 Mikrokunststoffe eingenommen, verglichen mit 4.000 Mikrokunststoffen für diejenigen, die nur Leitungswasser trinken. Untersuchungen des chemischen und Veterinäruntersuchungsamtes Münsterland-Emscher-Lippe in Zusammenarbeit mit der Universität Münster zeigen, dass Mikroplastik vom Verpackungsmaterial ins Mineralwasser gelangt. Die meisten der in den PET-Mehrwegflaschen gefundenen Partikel wurden als Polyethylenterephthalat (PET, 84 %) und Polypropylen (PP; 7 %) identifiziert. Die Mehrwegflaschen sind aus PET hergestellt und die Deckel aus PP. Im Wasser der PET-Einwegflaschen wurden nur wenige PET-Partikel gefunden. Im Wasser der Getränkekartons und Glasflaschen wurden weitere Polymere wie Polyethylen und Polyolefine gefunden. Dies erklärt sich daraus, dass Getränkekartons mit Polyethylenfolien beschichtet und Verschlüsse mit Schmierstoffen behandelt werden. Daher deuten diese Ergebnisse darauf hin, dass die Verpackung selbst Mikropartikel freisetzen kann.
Auch in Meersalz wurden Mikroplastikpartikel nachgewiesen, wobei eine Gesundheitsgefährdung als unwahrscheinlich eingestuft wurde; die höchsten Konzentrationen wurden hierbei in „Fleur de Sel“ gefunden. 2018 zeigte eine Studie, dass über 90 % der beprobten Salze Mikroplastik aufweisen. Am meisten wurde im Meersalz gefunden. Werden Salzmühlen mit Kunststoffmahlwerk verwendet, kann durch den Verschleiß zusätzliches Mikroplastik in das Salz gelangen.
2013 und 2014 wurden in beprobten Honigen Mikroplastikteilchen und andere Fremdpartikel gefunden. Die Kontamination durch Mikroplastik konnte allerdings in einer neueren Studie nicht bestätigt werden. Die in früheren Untersuchungen angewandten, nicht validierten Methoden wurden als ungeeignet eingestuft. Die Befunde wurden als Artefakte der Laborkontamination durch Mikroplastik in der Luft zugeschrieben. Im Juni 2014 berichtete der NDR, dass sich in allen beprobten Sprudeln und Bieren Mikroplastikteilchen gefunden hätten; bei Mineralwasser bis zu 7,3 Plastikfasern pro Liter, bei Bier bis zu 78,8 pro Liter. Für die Herkunft wurde Fleece-Material aus Funktionskleidung vermutet. Zuständige Verbände wiesen diese Befunde mit Verweis auf eigene Untersuchungen zurück. Auch das Chemische und Veterinäruntersuchungsamt Karlsruhe äußerte Zweifel an der angewandten Methodik. 2019 testete das Konsumentenmagazin saldo zehn Wasserkocher aus Kunststoff. Bei sechs der getesteten Wasserkocher lösten sich beim Kochen 5 bis 50 Mikrometer große Plastikteilchen ab. Zudem können bei der Zubereitung von Beuteltee, je nach Beutelart (z. B. bei Pyramidenbeutel aus Nylon), erhebliche Mengen Mikroplastik in das Getränk übergehen. Dass bereits beim Öffnen von Kunststoffverpackungen Mikroplastik entsteht, wurde im Jahr 2020 mit einer Studie belegt.
Wissenschaftler zeigten etwa, dass die Mikroplastik-Aussetzung durch Polypropylen-Babyflaschen zwischen 14,5 Tsd. und 4,5 Mio. Fragmenten pro Tag und Person liegt. Höhere Belastungen werden durch wärmere Flüssigkeit ausgelöst, und eine ähnliche Aussetzung wird auch bei anderen Polypropylenprodukten wie Pausen-Boxen vermutet.
Aus Studien zu Polymeren, die als Träger für Medikamente verwendet werden, ergibt sich, dass Partikel im Nanometerbereich zwar in den Blutkreislauf aufgenommen, aber auch wieder ausgeschieden werden. So wurde auch im Oktober 2018 in einer Pilotstudie mit acht internationalen Probanden erstmals Mikroplastik im menschlichen Stuhl nachgewiesen. Pro 10 Gramm Stuhl fanden die Forscher vom österreichischen Umweltbundesamt sowie von der Medizinischen Universität Wien durchschnittlich 20 Partikel verschiedenstes Mikroplastik. Am häufigsten wurde Polypropylen (PP) und Polyethylenterephthalat (PET) gefunden. Einer neueren Studie zufolge, sind die PET-Konzentrationen im Stuhl von einjährigen Säuglingen über zehn Mal höher als bei Erwachsenen. Bei Polycarbonaten (PC) waren die Werte zwar geringer als bei Erwachsenen, jedoch in Bezug auf das Körpergewicht deutlich höher. Dabei wurde PET bereits im Mekonium von Neugeborenen nachgewiesen.
Mikroplastikpartikel geringer Größe aus Nahrungsmitteln sind in der Lage, die Blut-Hirn-Schranke zu durchqueren und ins Gehirn vorzudringen, wie Studien an Mäusen belegen. Die Plastikteilchen schaffen es, diese Barriere mithilfe von angehefteten körpereigenen Molekülen, wie beispielsweise Cholesterin, zu überwinden, welche die Durchlässigkeit der Membranbarrieren begünstigen. Die Fähigkeit der Mikroplastikpartikel, diese Barriere zu durchbrechen, ist maßgeblich abhängig von ihrer „Bio-Korona“ aus anhaftenden Molekülen. Ist das Mikroplastik von Proteinen umgeben, wird der Durchtritt verhindert. Befinden sich jedoch Cholesterinmoleküle auf der Oberfläche oder sind die Teilchen unbedeckt, können sie in die Doppellipidschicht eindringen.

### Wirkung

#### Pflanzen
Eine Untersuchung der Auswirkungen von sechs verschiedenen Mikrokunststoffen auf Frühlingszwiebeln zeigte signifikante Veränderungen bei der pflanzlichen Biomasse, der elementaren Gewebezusammensetzung, den Wurzelmerkmalen und den mikrobiellen Aktivitäten im Boden.

#### Tiere
Muscheln zeigten als Reaktion auf die Aufnahme bzw. Anreicherung von Mikroplastik z. B. Entzündungsreaktionen, Fische und Einsiedlerkrebse Verhaltensänderungen. Bei einem Experiment führten die von Wattwürmern – eine Schlüsselart der Tidenbereiche der Nordsee – zusammen mit Sand (ihrem üblichen Nahrungsmittel) aufgesaugten Mikroplastikteilchen zu Entzündungsreaktionen in ihrem Verdauungstrakt. Zudem lagerten die Würmer auch den Plastikteilchen anhaftende Umweltgifte in ihr Körpergewebe ein. Neben anderen gravierenden Folgen waren ihre Energiereserven nach vier Wochen teilweise nur noch halb so groß wie die der Kontrollgruppe. Die verminderte Fressaktivität führt rechnerisch zu einer mehr als 25 % geringeren Umwälzung des betroffenen Wattsandes. Von Ratten inhalierte Mikroplastikteilchen gelangten über die Lungenbläschen in deren Blutkreislauf und wurden von dort im restlichen Körper verteilt. Laborversuche zeigten Hinweise, dass die Teilchen auch in die menschliche Plazenta eindringen könnten. 2020 wurde diese Annahme bestätigt. Inzwischen wurde Mikroplastik auch im menschlichen Blut nachgewiesen.
Die Wirkung von Plastikpartikeln ist dabei sehr schwer einzuschätzen, da sie in Nanogröße (also unter einem Mikrometer Größe) neue Eigenschaften entwickeln: Es entstehen große spezifische Oberflächen, ihre elektrische Ladung kann sich ändern, sodass die Teile direkt mit Zellhüllen, Zellinneren oder biologischen Molekülen und dem Erbgut reagieren könnten. Untersuchungen von Eissturmvögeln, die aufgrund ihres Fressverhaltens als Bioindikator für Plastikverschmutzung gelten, ergaben keine Gesundheitsbeeinträchtigung bei stark mit Plastik kontaminierten Tieren (im Vergleich zu nicht kontaminierten Tieren). Mikroplastik wirkt sich negativ auf die Chemosensorik von Großen Strandschnecken aus und führt in der Folge zu verminderter oder ganz ausbleibender Fluchtreaktion vor Fressfeinden.
Bei Mikroplastik aus Polyethylen (PE) bildet die Gemeine Miesmuschel weniger Byssusfäden und die Bindungsstärke reduziert sich um rund 50 Prozent. Bei Mikroplastik aus Polyethylen und auch aus Polylactid (PLA), kommt es zu einer Proteinstoffwechselstörung – zu einer Veränderung des Hämolymphenproteoms. Dies zeigt, dass selbst theoretisch biologisch abbaubarer Kunststoff die Gesundheit der Gemeinen Miesmuschel verändern kann. In einer Laborstudie konnte gezeigt werden, dass manche Korallenarten durch Mikroplastik beeinträchtigt werden.
Eine 2017 veröffentlichte Untersuchung zeigte, dass sich Mikroplastik bei Mäusen bei Aufnahme über den Verdauungstrakt im Darmgewebe und anderen Körpergeweben (z. B. der Leber) anreichert und dort zu Entzündungsreaktionen und zu Stoffwechselveränderungen führt. Eine Ende 2019 veröffentlichte Studie mit Großen Wasserflöhen dokumentierte das Aussterben von Mikroplastik ausgesetzten Testgruppen innerhalb von vier Generationen.
Mikroplastik kann langfristig die Zusammensetzung von benthischen Süßwassergemeinschaften beeinflussen. Besonders Naididae-Ringelwürmer wurden bei einer Untersuchung mit erhöhter Konzentration an Nano- und Mikroplastik stark in Mitleidenschaft gezogen.

#### Menschen
Das Thema Mikroplastik hat in den vergangenen Jahren in der öffentlichen Wahrnehmung zunehmend an Bedeutung gewonnen. Der Nachweis von Mikroplastikpartikeln in der Lunge, im Blut, in der Muttermilch, im Urin oder Kot (auch von Neugeborenen) sowie in Organen wie der Leber weist nicht nur auf die Aufnahme von Mikroplastik des Menschen aus der Umwelt oder über die Nahrung hin, sondern auch auf die Translokation innerhalb des Körpers. Eine Anreicherung in Geweben und Organen ist nicht auszuschließen. Laut dem Bundesinstitut für Risikobewertung kann eine abschließende gesundheitliche Risikobewertung der Wirkung von Mikroplastik aktuell noch nicht erfolgen. Konkrete Studien, die schädliche Wirkungen von Mikroplastik für den Menschen nachweisen, gibt es bisher nicht. Weil die meisten Polymere unter physikalischen und chemischen Bedingungen des Körpers als inert (chemisch wenig reaktiv) gelten, erscheint das Risiko voraussichtlich gering zu sein, es gibt jedoch noch viele offene Fragen.

## Mögliche Maßnahmen

### Müllvermeidung
Zu den vorgeschlagenen Maßnahmen zählt unter anderem das Verbot des Eintrags über Schiffe. Auch das Littering, besonders von Zigarettenfiltern, stellt eine vermeidbare Belastung dar. 2019 forderte eine Forschergruppe im The BMJ, den Verkauf von Filterzigaretten komplett zu verbieten. Zumindest in der Schweiz werden überschüssige Lebensmittel aus dem Lebensmitteleinzelhandel oft nicht von der Verpackung befreit, bevor sie in einer Biogasanlagen landen, wo der durch Mikroplastik belastete Gärrest anschließend auf den Feldern als Dünger ausgetragen wird. Hier könnte durch vorheriges Auspacken, wie früher üblich, die Menge des ausgetragenen Mikroplastiks erheblich reduziert werden. Eine autofreie Gesellschaft könnte große Mengen an Mikroplastik verhindern.

### Alternativen zu Mikroplastik in Produkten
Kosmetik
Mitte 2014 stellten Forscher Biowachspartikel (z. B. aus Karnaubawachs) als Alternative z. B. zu den in Kosmetika verwendeten Mikroplastikkügelchen vor. Seither wurde die Verwendung von Mikroplastik in Kosmetika deutlich reduziert. Der europäische Dachverband der Kosmetikindustrie Cosmetics Europe veröffentlichte im Mai 2018 eine Erhebung, nach der die Menge an festen nicht-abbaubaren Kunststoffpartikeln, die in abzuspülenden (wash-off) kosmetischen Produkten aufgrund ihres Reinigungs- und Peelingeffekts eingesetzt werden, zwischen den Jahren 2012 und 2017 um 97 Prozent (4.250 t) reduziert wurde. Nach der Empfehlung von Cosmetics Europe sollen 2020 in wash-off-Kosmetika solide Kunststoffpartikel zur Reinigung und für Peelings nicht mehr eingesetzt werden.
Kunstrasen
Bei Kunstrasen existieren Alternativen wie Kork oder Quarzsand.
Textilien
Textilien aus synthetischen Fasern können mit solchen aus Naturfasern ersetzt werden.
Waschmittel
Beim Kauf von Waschmittel kann auf die Labels EU-Ecolabel und Blauer Engel geachtet werden. Auf Weichspüler sollte generell verzichtet werden.

### Mechanische Entfernung

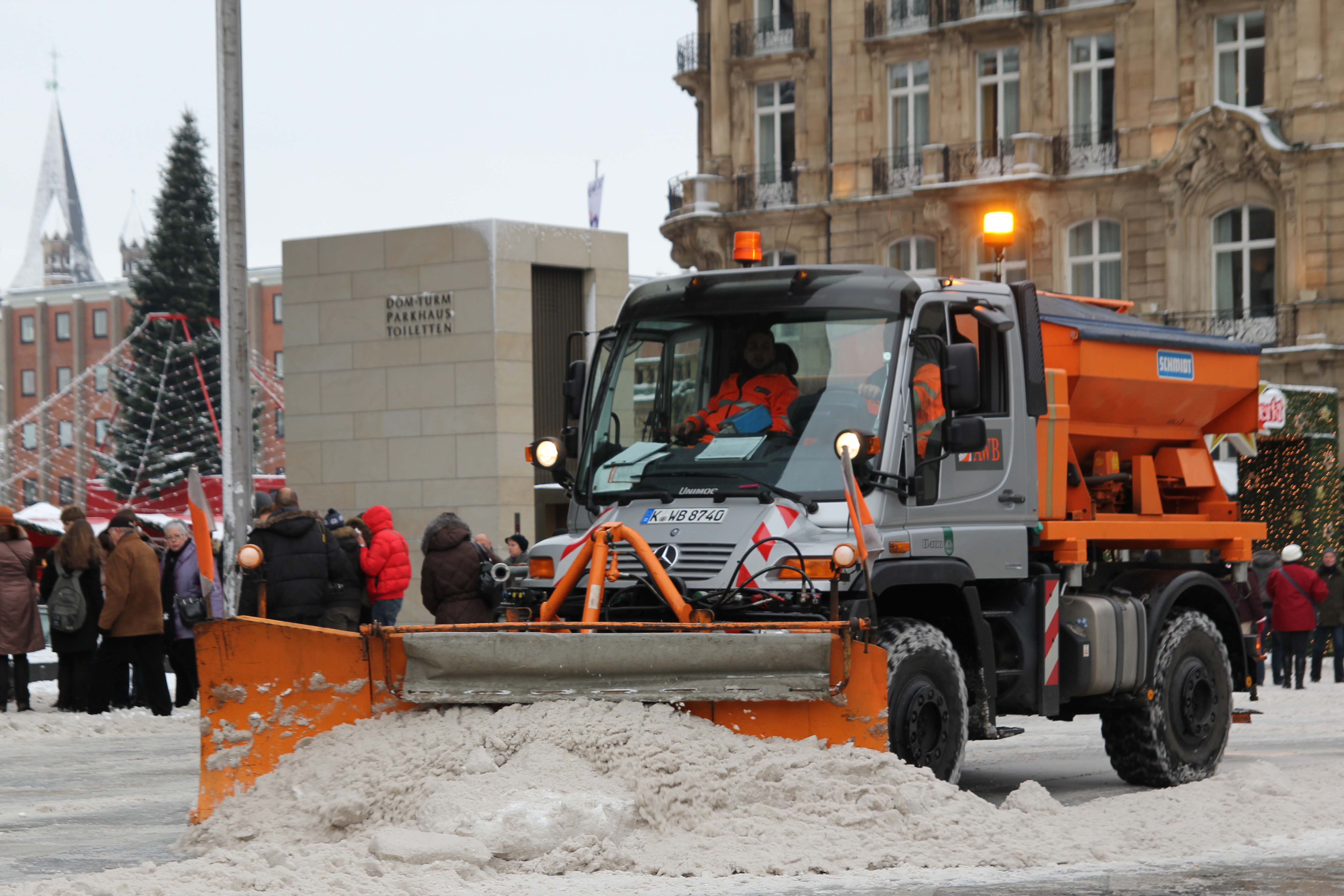
Bei Schneeräumungen anfallendes Mikroplastik landet in der Umwelt.

Mikroplastik lässt sich durch seine relativ geringe Dichte schlecht sedimentieren. Ein zuverlässiger Rückhalt gelingt aber durch mechanische Filtration (Polstofffiltration, Mikrofiltration oder granulierte Aktivkohle).
Bei Kläranlagen kann daher über eine 4. Reinigungsstufe mit nachgeschalteter Schlussfiltration der größte Teil des Mikroplastiks abgefangen werden. Zwar steigt die Anzahl der umgerüsteten Kläranlagen, aus Kostengründen wird dieses Verfahren jedoch derzeit noch relativ wenig angewendet. Bis 2035 will die Schweiz 100 der über 700 Abwasserreinigungsanlagen entsprechend aufrüsten. Betroffen sind Kläranlagen mit mehr als 80.000 angeschlossenen Personen. Die Effizienz von Kläranlagen bei der Rückhaltung von Partikeln größer als 300 Mikrometer beträgt durchschnittlich 99 %, für Partikelgrößen im Bereich von 20–300 Mikrometer liegt sie bei 64–97 %. Der zurückgehaltene Anteil wird mit dem Klärschlamm entsorgt, der nicht unerhebliche Rest gelangt mit dem geklärten Abwasser direkt in die Umwelt. Auch durch den Winterdienst geräumter Schnee wird bisher aus Kostengründen nicht von darin enthaltenem Reifenabrieb gereinigt. Das Fraunhofer-Institut für Lasertechnik arbeitet derzeit an einem Wasserfilter, welcher Partikel bis zu 10 µm aus Abwasser herausfiltern können soll.
Zur Entfernung von (Mikro)plastik aus Gewässern siehe Plastikmüll in den Ozeanen
Um die Menge der Umweltverschmutzung durch Reifenabrieb zu verhindern, ist ein Gerät entwickelt worden, das einen Teil des entstehenden Abriebs – darunter zwischen 0,3 bis 100 Mikrometer große Kunststofffragmente – vor dem Aufkommen auf der Straße abfängt. Das Gerät, das am Fahrzeug hinter dem Reifen angebracht wird, fängt zusätzlich auch Partikel fremden Abriebs sowie Gummipartikel von Bremsbelägen ein.

### Bekämpfung mit Bakterien
Der Plastikmüll im Meer ist häufig von einem Biofilm aus Mikroorganismen bedeckt. Es wird vermutet, dass diese Bakterien am Abbau des Kunststoffs beteiligt sind. Daher gibt es Überlegungen, mit Hilfe von Mikroorganismen gegen das Problem vorzugehen. Bereits wurden Algen mit einer maßgeschneiderten Version eines Bakterien-Gens ausgestattet. Auch am Bakterium Ideonella sakaiensis wird derzeit geforscht. Das mechanische Ausfiltern wäre dem gegenüber nicht sinnvoll, da auch Kleinstlebewesen wie Plankton mit entfernt würden. Ob mit Hilfe von Bakterien wirklich dereinst effektiv gegen die Plastikverschmutzung in den Gewässern vorgegangen werden kann, wurde bis heute nicht bewiesen – aber die Hoffnung dazu besteht. Jedenfalls zeigte eine 2022 veröffentlichte Studie, dass Kunststoffe von gewissen Bakterien offenbar bevorzugt zersetzt werden, gegenüber organischen Stoffen, z. B. Laub.

### Verbot der Herstellung
Die wichtigste Maßnahme ist ein generelles Verbot von Mikroplastik. Dazu gibt es eine neue Initiative der EU, die ab dem 1. Oktober 2023 in Kraft tritt.

## Reaktionen

### Internationale Vereinbarungen
Anfang Juni 2017 verabschiedete eine G20-Fachminister-Konferenz in Bremen einen Aktionsplan gegen Meeresmüll. Dabei war unter anderem ausschlaggebend, dass sich bereits rund 140 Millionen Tonnen Kunststoffabfälle in den Weltmeeren befinden.
Auch auf der ersten UN-Konferenz zum Schutz der Ozeane Anfang Juni 2017 in New York war der Plastikmüll in den Ozeanen eines der Hauptthemen; die von allen 193 UN-Mitgliedsstaaten unterzeichnete Abschlusserklärung enthält einen Aufruf zur Vermeidung von Plastikmüll.
Die Kampagne des UN-Umweltprogramms zum jährlich am 5. Juni begangenen Weltumwelttag behandelt unter dem Hashtag #BeatPlasticPollution den Kampf gegen Mikroplastik ebenfalls als Schwerpunkt.
Die EU-Kommission beauftragte die Europäische Chemikalienagentur (ECHA) 2018, bis zum Januar 2019 die notwendigen Abklärungen für eine Regelung von Mikroplastik vorzunehmen. Die ECHA kam zum Schluss, dass eine Beschränkung angezeigt sei. 2023 erliess die EU-Kommission eine Beschränkung der Verwendung von Mikroplastikpartikeln in bestimmten Produkten. Die Umsetzung soll mehrere Jahre beanspruchen.

### Nationale Maßnahmen
Der US-Kongress beschloss 2015 ein Verbot von festen Kunststoffteilchen mit einem Durchmesser von weniger als 5 mm in Kosmetik und Zahnpasta, welches seit dem 1. Juli 2017 für die Herstellung und seit 1. Juli 2018 für das Inverkehrbringen gilt.
Zuvor hatten einige US-Bundesstaaten Verbote erwogen oder beschlossen. Nach den USA, Kanada und Neuseeland ist Großbritannien der erste europäische Gesetzgeber, der Mikroplastik in Duschgel und Zahnpasta verbietet. Ebenso per 1. Juli 2018 erließ Schwedens rot-grüne Regierung ein Verbot für den Verkauf kosmetischer Produkte mit Mikroplastik; darüber hinaus stellt sie jährlich zusätzlich 17 Mio. Kronen (1,75 Mio. Euro) für die westschwedische Küstenregion Bohuslän bereit, wo wegen der Meeresströmungen besonders viel Müll aus dem Nordatlantik angeschwemmt wird.
In der Schweiz setzt der Bundesrat bisher, trotz zahlreicher Vorstösse im Parlament, auf die Eigenverantwortung und freiwillige Maßnahmen der Industrie.
In Frankreich trat das Verbot des Inverkehrbringens von abzuspülenden Kosmetika zur Exfoliation oder Reinigung, die Kunststoffpartikel in fester Form enthalten, am 1. Januar 2018 in Kraft, in Italien wurde ein Gesetzesvorschlag durch die Räte behandelt. In Belgien wurde eine Branchenvereinbarung zur Förderung der Substitution von Mikrokunststoffen in Konsumgütern verfasst.
In Südkorea und Taiwan existieren ebenfalls Gesetzesentwürfe.

### Rezeption in den Medien
In den letzten Jahren häufen sich in den Medien Behauptungen, Menschen würden ca. 5 g Mikroplastik (etwa die Menge einer Kreditkarte) pro Woche zu sich nehmen, beispielsweise im ORF oder im Standard.
Bereits im Jahr 2022 ist allerdings gezeigt worden, dass die Berechnungen, die zu dieser Behauptung führten, grob fehlerhaft sind und die tatsächliche Aufnahmemenge mehrere Größenordnungen darunter, das heißt im Milligramm-Bereich liegt.

### Citizen Science
2024 stellten Forschende einen umgebauten 3D-Drucker vor, der neben dem bisherigen Verfahren der Fluoreszenzmikroskopie im Labor mittels eines Optikmoduls zur Mikroplastik-Identfikation vor Ort, beispielsweise im Rahmen von Citizen Science, beitragen kann. Die technische Dokumentation ist als Open-Source-Hardware veröffentlicht.

## Rundfunkberichte
- Anja Krieger und Christine Westerhaus: Teilchenfänger – Ideen gegen Mikroplastik im Meer, Deutschlandfunk – „Wissenschaft im Brennpunkt“ vom 4. Juni 2017
- Tomma Schröder: Endstation Acker – Plastik auf dem Land, Deutschlandfunk – „Wissenschaft im Brennpunkt“ vom 2. September 2018